# سوفیا ایمبر
سوفیا ایمبر (انگلیسی: Sofía Ímber; ۸ مهٔ ۱۹۲۴ – ۲۰ فوریهٔ ۲۰۱۷) روزنامه‌نگار، کنشگری و خیّر اهل ونزوئلا بود.

## زندگی‌نامه
ایمبر در سال ۱۹۲۴ در سوروکا، پادشاهی رومانی در یک خانواده یهودی متولد شد و در چهارسالگی به ونزوئلا مهاجرت کردند.
او با گیلرمو منسز ازدواج کرد که حاصل این ازدواج سه دختر و یک پسر شد.